# ده برة كشت ورزة جعفرقلي (زاز الشرقي)
ده برة کشت ورزة جعفرقلي (بالفارسية: ده پره کشت ورزه جعفرقلی) هي قرية تقع في إيران في قسم زاز الشرقي الریفي. يقدر عدد سكانها بـ 24 نسمة بحسب إحصاء 2016.